# Djima Oyawolé
Djima Oyawolé (Tsévié, 18 de outubro de 1976) é um ex-futebolista profissional de Togo, que atuava como atacante. 

## Carreira
Teve apariações na Copa das Nações Africanas de 1998, na Copa das Nações Africanas de 2000, e na Copa das Nações Africanas de 2002.